# Operace Blau
Operace Blau byl krycí název německé ofenzívy v době druhé světové války v roku 1942.
Operace se účastnila Skupina armád Jih, která byla později rozdělena na Skupinu armád A směřující na Kavkaz a Skupinu armád B směřující na Stalingrad. Od podzimu se plánovalo ze spojeneckých vojsk u Skupiny armád B, vytvořit další Skupinu armád Don, ta ale vznikla až v listopadu během bitvy u Stalingradu.
Hlavním cílem operace bylo zničení jižní části sovětských vojsk a obsazení kavkazských ropných polí v oblasti Baku, později byla operace rozšířena o dosažení Volhy v oblasti Stalingradu a zastavení tamější vodní cesty. I u této operace se zdálo, že probíhá ve stylu Blitzkrieg, ale německý Wehrmacht trpěl nedostatkem posil. Některé jeho divize měly pouze 50 % stavu jednotek.

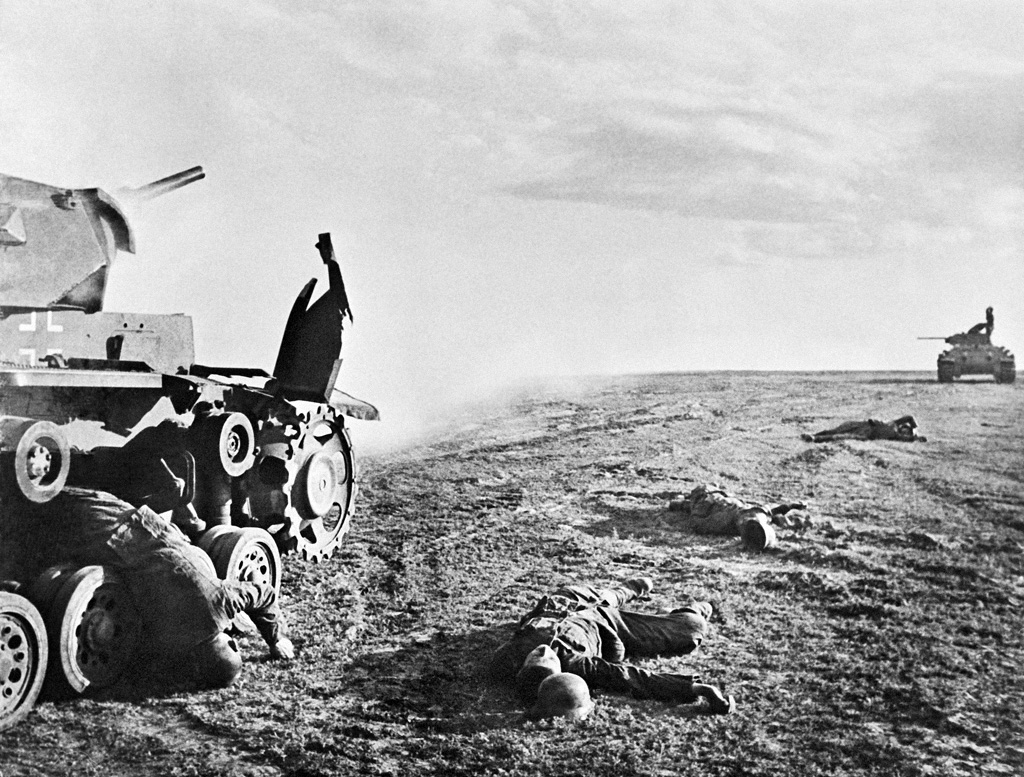
Tankový boj, 17. červen 1942

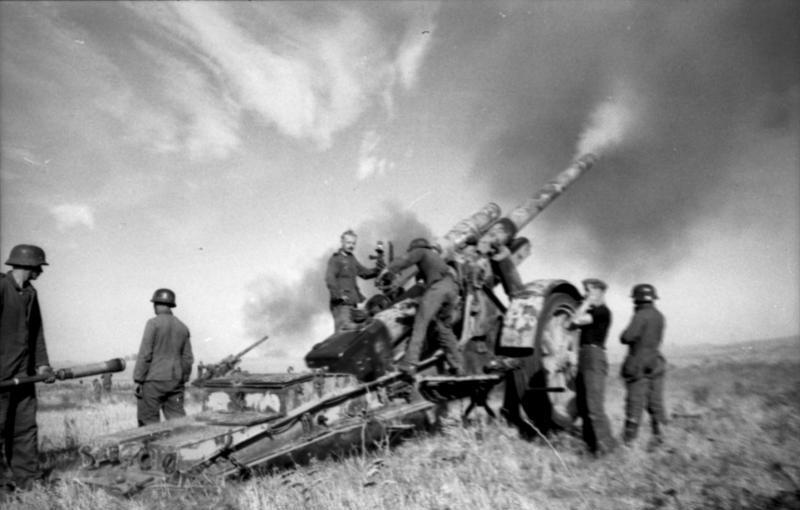
Německé dělostřelectvo, srpen 1942

Na německé straně se operace účastnilo velké množství spojeneckých vojáků (jedna maďarská armáda, dvě rumunské armády a jedna italská armáda), které byly vyčleněny na méně důležitá místa fronty u skupiny armád B.
Dne 28. června zahájili Němci a jejich spojenci útok. Sovětské jednotky, po rychlém ústupu, který se změnil v úprk, musely byt zastavovány takzvanými zadržovacími oddíly, které jich nechaly mnoho popravit. Po ústupu se ale na břehu Donu zakopaly 62. a 64. sovětská armáda a držely se zde celý měsíc. Po vyčištění tohoto prostoru postoupili Němci na 60 kilometrů od Stalingradu a tanková armáda Hermanna Hotha byla zastavena až palbou kaťuší. Němci se nakonec ke Stalingradu dostali a jeho dobytí bylo svěřeno 6. armádě Friedricha Pauluse a 4. tankové armádě Hermanna Hotha.
Němci dokázali dobýt téměř 4/5 města, ale v listopadu podnikli sověti protiofenzívu s krycím názvem Uran a udeřili na obě křídla 6. armády, kterou tvořily rumunské armády. I přesto že Rumuni bojovali statečně, Sověti prorazili a hrozilo obklíčení celé 6. armády (cca 300 000 vojáků).
Německé nejvyšší velení chtělo podniknout kroky, aby se Paulus nedostal do obklíčení, ale Hitler to s pomocí Göringa zamítl. Pro obklíčené německé vojáky však nedokázala Luftwaffe splnit svůj slib, že bude denně dodávat přes 300 tun zásob. Reálných se nakonec ukázalo pouze 150 tun. Polní maršál Paulus naléhal na Hitlera, aby mu povolil probít se z obklíčení, přece jen měl Paulus k dispozici přes 25 divizí, ale Hitler to odmítl, s tím že pomoc přijde zvenku.
6. armádu se nepodařilo vysvobodit, a tak 31. ledna 1943 polní maršál Paulus kapituloval. Odhaduje se že Němci přišli při ofenzívě o 250 000 vojáků, kteří buď padli, nebo byli zajati.

## Jednotky Osy nasazené v operaci Blau
Skupina armád Jih – Fedor von Bock do 13. července 1942, v červenci se Sk. armád Jih rozdělila na Sk. armád A a Sk. armád B.
Skupina armád A – Wilhelm List, od 12. září Adolf Hitler, od 22. listopadu 1942 Ewald von Kleist
- 17. armáda – Richard Ruoff
- 1. tanková armáda – Ewald von Kleist od 22. listopadu 1942 Eberhard von Mackensen
- 4. tanková armáda – Hermann Hoth, tato armáda pak několikrát přešla pod velení skupiny armád B, až nakonec od druhé poloviny listopadu byla předána nově vzniklé skupině armád Don.

Skupina armád B – Maximilian von Weichs
- 4. rumunská armáda – Constantin Constantinescu
- 6. armáda – Friedrich Paulus
- 3. rumunská armáda – Petre Dumitrescu
- 8. italská armáda – Italo Gariboldi
- 2. maďarská armáda – Gusztav Jany
- 2. armáda – Maximilian von Weichs od července 1942 Hans von Salmuth

## Jednotky SSSR nasazené v oblasti operace Blau

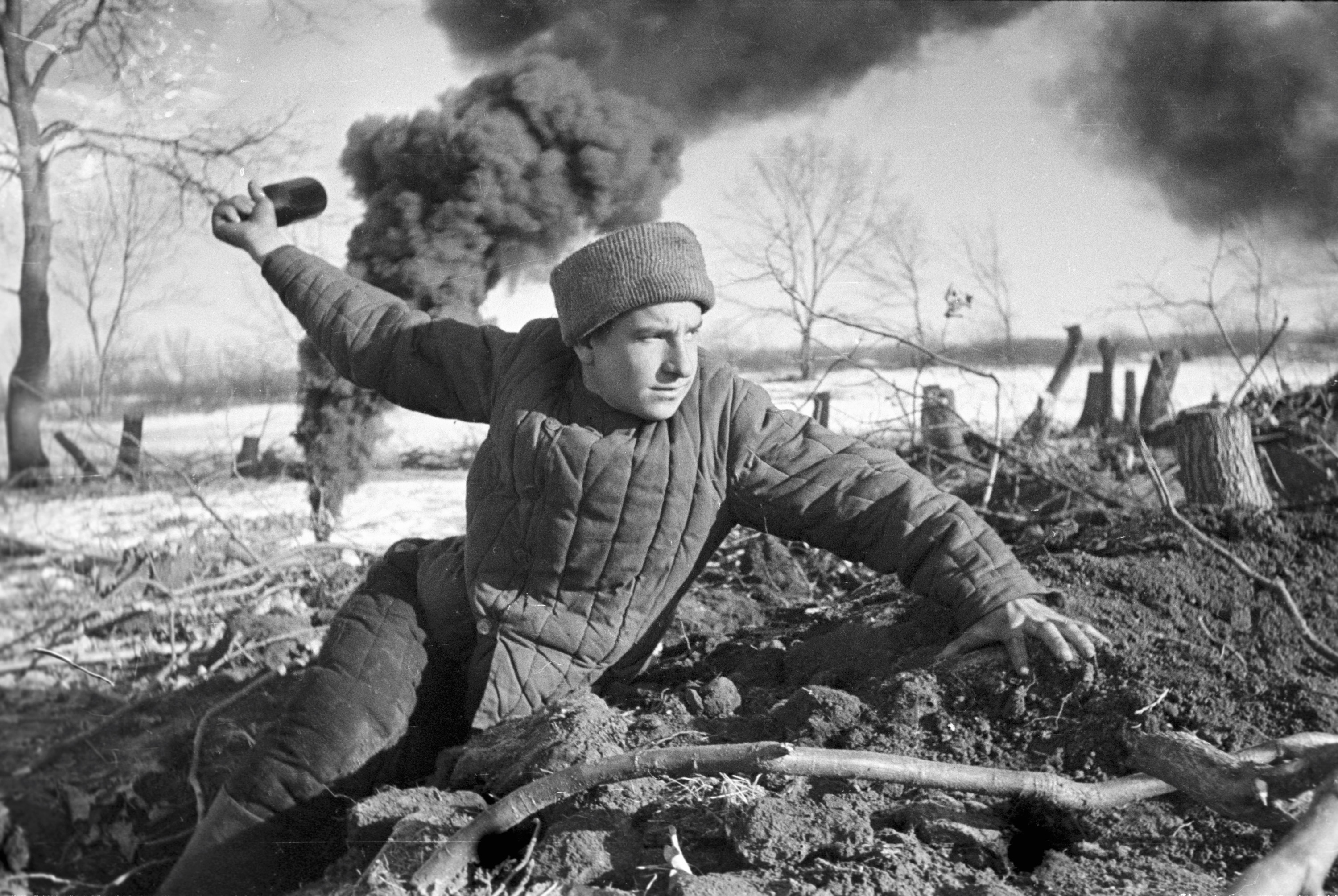
Rudoarmějec hází ruční granát, 1. září 1942

Brjanský Front – Filipp Ivanovič Golikov, v červenci krátce Nikandr Jevlampijevič Čibisov a ještě ten měsíc jej střídá Konstantin Konstantinovič Rokossovskij a od září Max Andrejevič Rejtěr.
- 13. armáda – Nikolaj Pavlovič Puchov

Jihozápadní Front – Semjon Konstantinovič Timošenko, od 12. července přejmenováno na Stalingradský Front Vasilij Nikolajevič Gordov a od srpna Andrej Ivanovič Jerjomenko
- 40. armáda – Michail Artemevič Parsegov, od července Markjan Michajlovič Popov a od října Kiril Semjonovič Moskalenko.
- 21. armáda -
- 28. armáda -
- 38. armáda – od srpna N. E. Čibišov a od října Kiril Semjonovič Moskalenko
- 9. armáda -

Jižní Front – Rodion Jakovlevič Malinovskij, od července ?
- 37. armáda -
- 12. armáda -
- 18. armáda -
- 56. armáda -

Severokavkazský Front – Semjon Michajlovič Buďonnyj

Zakavkazský Front – Ivan Vladimirovič Ťuleněv

## Mapy Operace Blau
- (anglicky) počátek operace květen 1942
- (rusky) počátek operace květen 1942
- (anglicky) situace k listopadu 1942